# Parque eólico Wild Horse
El parque eólico Wild Horse es un parque eólico de 273 megavatios que genera energía para Puget Sound Energy, y que consta de ciento veintisiete turbinas Vestas V80 de 1,8 megavatios y veintidós turbinas Vestas V80 de 2,0 megavatios en un emplazamiento de 4.400 hectáreas en el condado de Kittitas, Washington, a 27 km al este de Ellensburg, Washington.
Las turbinas se han situado en las cimas abiertas altas de la estepa arbustiva de Whiskey Dick Mountain, que se eligió por su recurso eólico energético, ubicación remota y acceso a las líneas de transmisión de energía cercanas. 
Las torres son de 221 pies (67,4 m) altura, y cada pala mide 129 pies (39,3 m) largo, con un diámetro total de rotor de 264 pies (80,5 m), más grande que la envergadura de un Boeing 747. 
Las turbinas pueden comenzar a producir electricidad con velocidades del viento tan bajas como 9 millas por hora (14,5 km/h) y alcanzar la plena producción a 31 millas por hora (49,9 km/h). Se apagan a velocidades del viento sostenidas de 56 millas por hora (90,1 km/h). El sitio también alberga uno de los paneles solares más grandes (500 kW) en Washington.
El parque eólico fue desarrollado por Horizon Wind (anteriormente propiedad de Goldman Sachs, luego vendida a EDP ) EDP Renewables, una subsidiaria de Energías de Portugal SA (EDP), una empresa de servicios públicos portuguesa y construido por Puget Sound Energy (PSE), una empresa distribuidora de electricidad y gas del estado de Washington. La construcción comenzó en octubre de 2005 y se terminó en diciembre de 2006. En 2009 se completó una ampliación
El parque eólico Wild Horse también cuenta con un centro de visitantes llamado Centro de Energías Renovables, con visitas guiadas a un conjunto solar de Silicon Energy, un generador de turbina eólica de 1,8 MW, una pala de turbina eólica, e incluye una mirada al interior de la base de una turbina eólica.  